# Julija Anatoljewna Iwanowa
Julija Anatoljewna Iwanowa (russisch Юлия Анатольевна Иванова; * 9. September 1985 in Sosnogorsk) ist eine ehemalige russische Skilangläuferin. Wegen Dopings während der Olympischen Winterspiele 2014 wurde sie im Dezember 2016 von der FIS suspendiert und im November 2017 vom IOC auf Lebenszeit gesperrt.

## Werdegang
Iwanowa lief ihr erstes Weltcuprennen im Dezember 2004 in Bern, welches sie mit dem 41. Platz im Sprint beendete. Im Januar 2006 gewann sie in Oberstdorf mit dem 20. Platz im Sprint erstmals Weltcuppunkte. Bei den russischen Skilanglaufmeisterschaften 2007 in Syktyvkar gewann sie Silber im Sprint. Im Dezember 2007 startete sie erstmals im Eastern-Europe-Cup. Dabei belegte sie in Krasnogorsk den zweiten Platz über 10 km klassisch. Die Tour de Ski 2007/08 und 2008/09 beendete sie auf dem 29. beziehungsweise 31. Platz. In der Saison 2009/10 errang sie im Eastern-Europe-Cup einmal den dritten und einmal den zweiten Platz und belegte zum Saisonende den neunten Platz in der Gesamtwertung. Zu Beginn der Saison 2010/11 holte sie im Sprint in Krasnogorsk ihren ersten Sieg im Eastern-Europe-Cup. Beim Saisonhöhepunkt den nordischen Skiweltmeisterschaften 2011 in Oslo belegte sie den 27. Platz im 15-km-Skiathlon und den zehnten Platz im Teamsprint. Bei den russischen Skilanglaufmeisterschaften 2011 holte sie zweimal Gold und einmal Bronze. In der Saison 2011/12 schaffte sie erstmals in Rogla mit dem fünften Platz im 10-km-Massenstart eine Top-Zehn-Platzierung im Weltcup. Bei der Tour de Ski 2011/12 kam sie auf den 13. Rang. Im März 2012 errang sie mit dem zweiten Platz in Lahti im Sprint ihren ersten Podestplatz im Weltcup. Die Saison beendete sie auf dem 16. Platz in der Weltcupgesamtwertung, ihr bestes Gesamtweltcupergebnis. Zu Beginn der folgenden Saison gewann sie im Eastern-Europe-Cup im Sprint in Krasnogorsk. Im Februar 2013 wurde sie beim Weltcup in Sotschi zusammen mit Natalja Matwejewa Zweite im Teamsprint. Bei den nordischen Skiweltmeisterschaften 2013 im Val di Fiemme erreichte sie den elften Platz im Skiathlon und gewann Bronze mit der Staffel. Ihre besten Resultate bei den Olympischen Spielen 2014 in Sotschi mit zwei sechsten Plätzen im Teamsprint und mit der Staffel wurden 2017 wegen Dopings vom IOC annulliert. Bei den russischen Skilanglaufmeisterschaften 2014 in Tjumen holte sie Gold über 10 km klassisch und Silber im 30-km-Massenstartrennen. In der Saison 2014/15 holte sie im Skiathlon in Rybinsk ihren dritten Sieg im Eastern-Europe-Cup. Zudem wurde sie dort Zweite im Sprint und belegte zum Saisonende den vierten Platz in der Gesamtwertung. Die Tour de Ski 2015 beendete sie auf dem 25. Platz. Dabei erreichte sie mit dem 22. Platz bei der Abschlussetappe im Val di Fiemme ihr bestes Saisonergebnis im Weltcup. In der folgenden Saison kam sie im Eastern-Europe-Cup dreimal unter die ersten Zehn, darunter Platz drei im Sprint in Syktywkar und erreichte zum Saisonende den siebten Platz in der Gesamtwertung.

## Siege bei Continental-Cup-Rennen
| Nr. | Datum             | Ort         | Disziplin        | Serie              |
| --- | ----------------- | ----------- | ---------------- | ------------------ |
| 1.  | 24. Dezember 2010 | Krasnogorsk | Sprint klassisch | Eastern Europe Cup |
| 2.  | 22. Dezember 2012 | Krasnogorsk | Sprint klassisch | Eastern Europe Cup |
| 3.  | 1. März 2015      | Rybinsk     | 15 km Skiathlon  | Eastern Europe Cup |

## Platzierungen im Weltcup

### Weltcup-Statistik
Die Tabelle zeigt die erreichten Platzierungen im Einzelnen.
- 1.–3. Platz: Anzahl der Podiumsplatzierungen
- Top 10: Anzahl der Platzierungen unter den ersten zehn
- Punkteränge: Anzahl der Platzierungen innerhalb der Punkteränge
- Starts: Anzahl gelaufener Rennen in der jeweiligen Disziplin
- Hinweis: Bei den Distanzrennen erfolgt die Einordnung gemäß FIS.

| Platzierung         | Distanzrennen a | Distanzrennen a | Distanzrennen a | Distanzrennen a | Distanzrennen a | Skiathlon Verfolgung | Sprint | Etappen- rennen b | Gesamt | Team c | Team c  |
| Platzierung         | ≤ 5 km          | ≤ 10 km         | ≤ 15 km         | ≤ 30 km         | > 30 km         | Skiathlon Verfolgung | Sprint | Etappen- rennen b | Gesamt | Sprint | Staffel |
| ------------------- | --------------- | --------------- | --------------- | --------------- | --------------- | -------------------- | ------ | ----------------- | ------ | ------ | ------- |
| 1. Platz            |                 |                 |                 |                 |                 |                      |        |                   |        |        |         |
| 2. Platz            |                 |                 |                 |                 |                 |                      | 2      |                   | 2      | 1      |         |
| 3. Platz            |                 | 1               |                 |                 |                 |                      |        |                   | 1      | 1      | 1       |
| Top 10              | 1               | 3               |                 |                 |                 | 2                    | 5      | 2                 | 13     | 3      | 9       |
| Punkteränge         | 9               | 19              | 4               | 2               |                 | 25                   | 23     | 11                | 93     | 4      | 11      |
| Starts              | 16              | 30              | 5               | 3               |                 | 34                   | 44     | 12                | 144    | 4      | 11      |
| Stand: Karriereende |                 |                 |                 |                 |                 |                      |        |                   |        |        |         |

### Weltcup-Gesamtplatzierungen
| Saison  | Gesamt | Gesamt | Distanz | Distanz | Sprint | Sprint |
| Saison  | Punkte | Platz  | Punkte  | Platz   | Punkte | Platz  |
| ------- | ------ | ------ | ------- | ------- | ------ | ------ |
| 2005/06 | 11     | 96.    | -       | -       | 11     | 58.    |
| 2006/07 | 13     | 88.    | 3       | 85.     | 10     | 61.    |
| 2007/08 | 85     | 43.    | 15      | 51.     | 62     | 34.    |
| 2008/09 | 62     | 58.    | 27      | 43.     | 35     | 44.    |
| 2009/10 | 4      | 119.   | -       | -       | 4      | 85.    |
| 2010/11 | 135    | 42.    | 75      | 32.     | 42     | 43.    |
| 2011/12 | 573    | 16.    | 300     | 16.     | 139    | 25.    |
| 2012/13 | 268    | 29.    | 149     | 26.     | 47     | 40.    |
| 2013/14 | 208    | 30.    | 110     | 25.     | 34     | 54.    |
| 2014/15 | 47     | 74.    | 16      | 69.     | 7      | 67.    |